# 林梓 (嘉靖乙丑進士)
林梓（1538年—1628年），字達材，號考吾，福建漳州府漳浦縣人，明朝政治人物。

## 生平
嘉靖三十七年（1558年）戊午科福建鄉試第七十九名，嘉靖四十四年（1565年）乙丑科進士。刑部观政，本年六月除南京刑部主事，隆庆元年（1567年）十二月升员外，二年二月升郎中，五年（1571年）二月官廣西梧州府知府，逢荒年，賑濟有方。因丁憂去職。万历四年（1576年）丙子七月起补广信府知府，八年正月升本省副使，整饬饶州兵备，后以饶州道被裁革，回籍养病。十七年二月起补湖广副使，整饬靖州兵备，十九年十月升湖广右参政，兵备辰州，辞官归。二十九年五月起补广西右参政，兵备桂平，三十一年九月升本省按察使，三十四年五月升广东右布政使，分守海北，三十八年二月升四川左布政，四十年十月升太仆寺卿，四十一年十月官通政使。四十五年四月乞休归，崇祯元年卒，年九十一。

## 家族
曾祖父林民則，壽官；祖父林鸣琚，號质庵；父林长寿，號积庵，母陳氏。兄林檀、林松、林楠、弟林桐、林栋、林㭿（庠生）。
子林寀、林宰、林宠、林宁、林宸、林宗。孫朝锦、朝鉁、朝錡、朝鐸、朝鏻、朝鉞、朝鏞、朝鐩、朝鈜、朝鈳。